# Dąbrowa Górnicza Piekło
Dąbrowa Górnicza Piekło – posterunek odgałęźny, dawniej stacja kolejowa (1910–1986), a potem przystanek osobowy (1986–1991) w Dąbrowie Górniczej, w dzielnicy Piekło – w województwie śląskim, w Polsce.